# اختلال اسکیزوافکتیو
اختلال اسکیزوافکتیو (انگلیسی: Schizoaffective disorder) (SAD) یک اختلال روانی است که با فرایندهای تفکر غیرطبیعی و احساسات بدون قاعده مشخص می‌شود. تشخیص زمانی داده می‌شود که بیمار دارای ویژگی‌های هر دو بیماری اسکیزوفرنی و اختلال خلق (اختلال دوقطبی یا اختلال افسردگی ماژور) باشد اما علائم بیمار با معیارهای تشخیصی دقیق برای هر یک به تنهایی مطابق نیست. نوع دوقطبی با علائم شیدایی، شیدایی خفیف یا دوره‌های همزمان متمایز می‌شود. نوع افسردگی با علائم افسردگی تنها مشخص می‌شود. افتراق این بیماری با اختلالاتی مثل دوقطبی این است که علائم سایکوتیک نظیر توهم و هذیان در غیاب علائم خلقی بارز حداقل دو هفته باید تداوم داشته باشند، آنگاه تشخیص اسکیزوافکتیو مطرح است.
دو نوع اختلال اسکیزوافکتیو وجود دارد:
نوع دو قطبی که با علائم شیدایی، هیپومانیا یا مختلط مشخص می‌شود و نوع افسردگی که فقط با علائم افسردگی مشخص می‌گردد.
علائم شایع این اختلال شامل توهم، هذیان و گفتار و تفکر بی‌نظم است. توهم شنوایی نیز متداول است. شروع علائم معمولاً از ابتدای بزرگسالی است.
به نظر می‌رسد ژنتیک (با استفاده از زمینه ژنومی)، مشکلات مربوط به مدارهای عصبی؛ استرس محیطی مزمن زودرس، یا کوتاه مدت، مهم‌ترین علائم خطر باشند. هیچ علت ارگانیک مستقلی یافت نشده‌است، اما شواهد گسترده‌ای مبنی بر وجود اختلال در متابولیسم تتراهیدروبیوپترین (BH4)، دوپامین و اسید گلوتامیک در افراد مبتلا به اسکیزوفرنی، اختلالات خلقی-روانی و اختلال اسکیزوافکتیو وجود دارد. مبتلایان به اختلال اسکیزوافکتیو به احتمال زیاد به‌طور همزمان، مشکلاتی از جمله اختلالات اضطرابی و اختلالات مصرف مواد دارند.